# Vincent de Coorebyter
 (juin 2021).
Si vous disposez d'ouvrages ou d'articles de référence ou si vous connaissez des sites web de qualité traitant du thème abordé ici, merci de compléter l'article en donnant les références utiles à sa vérifiabilité et en les liant à la section « Notes et références ».
Vincent de Coorebyter est un philosophe et politologue belge, né le 18 novembre 1960.

## Parcours
Après l’obtention de son doctorat en philosophie en 1998 à l’ULB, il a été directeur général du Centre de recherche et d’information socio-politiques (CRISP), basé à Bruxelles. Il en est aujourd'hui le président.
Spécialiste de Sartre, il est directeur scientifique adjoint des Études sartriennes, publiées par Classiques Garnier, et membre de l’équipe Sartre de l’ITEM (Institut des textes et manuscrits modernes), un laboratoire du CNRS. Il est membre de la Classe des Lettres de l’Académie royale de Belgique.
Il est auteur de plusieurs livres sur Sartre et de très nombreux ouvrages et articles portant sur le système démocratique, la politique belge et la laïcité.
Il quitte la direction du CRISP en septembre 2013 pour devenir professeur à l'ULB, l'Université libre de Bruxelles. Il est titulaire de la chaire de Philosophie sociale et politique contemporaine (chaire transversale, Faculté de Philosophie et Lettres et Faculté de Droit et de Criminologie).
Vincent de Coorebyter a mené un double parcours de philosophe et d’observateur politique attentif aux mutations sociétales.

## Distinctions
- Membre de la Classe des Lettres et des Sciences morales et politiques de l’Académie royale de Belgique

## Ouvrages principaux
- Sartre face à la phénoménologie. Autour de "L'intentionnalité" et de "La transcendance de l'ego", Ousia, Bruxelles, 2000.
- Sartre avant la phénoménologie. Autour de "La nausée" et de la "Légende de la vérité", Ousia, Bruxelles, 2005.

## Article en ligne
- "Sartre ou l'ambition de penser contre soi", Politique, revue de débats, Bruxelles, n°75, mai-juin 2012, pp. 70-76.